# Grop Nacionalista Radical
Grop Nacionalista Radical, també conegut oficialment com a Catalunya. Grop Nacionalista Radical i familiarment com a Grop Catalunya fou un partit nacionalista català, considerat com la primera entitat catalana que incloïa específicament com a objectiu la lluita per la independència, i fundat a Santiago de Cuba el 10 d'octubre de 1908 (aniversari del Crit de Yara) per Salvador Carbonell i Puig i Pere Claver, que tenia nuclis importants a l'Havana i Guantánamo.
Sembla que el nom el van escollir per equivocació (volien dir grup), però en van assumir la significació de grop (nus de fusta) perquè vertebrava la independència. Intentà aplegar sota la seva direcció altres grups menors de Cuba com el Blok Nacionalista Cathalònia de Guantánamo, i com ells fou dels primers a adoptar la bandera estelada.
Representava l'ideari independentista, intransigent i radical, dels catalans de Cuba. Editaven el diari Fora grillons!. D'antuvi va donar suport Francesc Macià, però finalment rebutjaren participar en la Constitució de la República Catalana de l'Havana de 1928, tot i que alguns dels seus membres figuraven en la direcció del Partit Separatista Revolucionari Català, i quan Macià desactivà la República Catalana de 1931 el consideraren un traïdor.
El 1940 va intentar promoure un Front Patriòtic Català i el 1943 constituïa la Unió de Catalans Independentistes. També participaren en la Conferència Nacional Catalana de 1953. Finalment, fou suprimit pel règim de Fidel Castro el 1959.